# Вишкильское сельское поселение
Вишкильское сельское поселение — муниципальное образование в Котельничском районе Кировской области.
Административный центр — село Вишкиль.

## География
Расстояние до райцентра — 27 км.
Вишкильское сельское поселение расположено вдоль федеральной трассы «Вятка» к югу от г. Котельнич.
С севера и северо-запада граничит с территорией Покровского сельского поселения.
С юга и юго-запада граничит с территорией Морозовского сельского поселения.
С востока граничит с территорией Оричевского района Кировской области.

## История
Вишкильское сельское поселение образовано 1 января 2006 года согласно Закону Кировской области от 07.12.2004 № 284-ЗО.

## Население
| 2010 | 2012 | 2013 | 2014 | 2015 | 2016 | 2017 |
| ---- | ---- | ---- | ---- | ---- | ---- | ---- |
| 370  | ↘369 | ↘353 | ↘346 | ↘325 | ↘297 | ↘296 |
| 2018 | 2019 | 2020 | 2021 |      |      |      |
| ↘270 | ↘261 | ↘258 | ↘249 |      |      |      |

## Населённые пункты
В состав поселения входит 13 населённых пунктов (население, 2010):
| - село Вишкиль — 320 чел.; - деревня Безденежные — 1 чел.; - деревня Большие Наговицыны — 4 чел.; - деревня Боровики — 0 чел.; - деревня Ванюшенки — 10 чел.; - деревня Волки — 2 чел.; - деревня Гороховы — 2 чел.; | - деревня Земцы — 0 чел.; - деревня Коченки — 0 чел.; - деревня Лебеди — 11 чел.; - деревня Мельничата — 1 чел.; - деревня Мишотино — 17 чел.; - деревня Рвачи — 2 чел. |

## Экономика
Промышленных предприятий на территории Вишкильского сельского поселения нет.
На территории сельского поселения действуют 13 предприятий и организаций, 1 сельскохозяйственное предприятие, 3 предприятия малого бизнеса.
Капитальных вложений в строительство на территории сельского поселения не ведётся.

## Транспорт
По территории Вишкильского сельского поселения проходит федеральная трасса «Вятка» протяженностью 22 км.
Центральная улица села Вишкиль заасфальтирована на протяжении 3 км.
Всего 28 км автомобильных дорог имеют твёрдое покрытие.
Пассажирские перевозки осуществляет Котельничское производственное автотранспортное объединение по маршруту «Котельнич-Вишкиль-Котельнич» 2 раза в неделю и по маршруту «Котельнич-Вишкиль-Разлив-Котельнич» 4 раза в неделю.

## Социальная инфраструктура
Население Вишкильского сельского поселения обслуживает сельская библиотека им. Мултановского Ф. Я.
Книжный фонд библиотеки 9124. Читателей 371 человек. Посещений в год — 3052; книговыдача — 7655.
При библиотеке организованы клубы по интересам, так же как и при Доме досуга.
Численность населения, участвующего в культурно-массовых мероприятиях составляет 132 человека.
С мая по сентябрь действуют курорты местного значения и лечебно-оздоровительные местности ООО База отдыха «Вишкиль» и ДООЦ «Вишкиль».

## Экология
В 30 километрах на северо-востоке в посёлке Марадыковский Оричевского района функционирует завод по уничтожению химического арсенала федерального значения.
Других источников загрязнения атмосферы на территории и вблизи муниципального образования нет. Степень экологической напряженности удовлетворительная.